# Walgett
Walgett ist eine australische Kleinstadt im Bundesstaat New South Wales. 

## Geographische Lage
Der etwa 1.400 Einwohner zählende Ort liegt am Zusammenfluss der beiden Flüsse Barwon River und Namoi River.
Walgett ist Zentrum und Verwaltungssitz des lokalen Verwaltungsgebiets Walgett Shire.

## Geschichte
Gegründet wurde Walgett im März 1885. Einst war die Ansiedlung Hafen für Schaufelraddampfer, die auf dem Murray-Darling-Flusssystem fuhren. Gleichsam war Walgett ein regionales Zentrum für die Baumwollindustrie und ein Umschlagplatz für Weizen. Heute ist Walgett Ausgangspunkt für Opalschürfer.
In den 1980er Jahren waren Walgetts Bewohner unfreiwillig die Zielscheibe für Hohn und Spott. Der Ort war ein Running Gag in der Sitcom Hey Dad!, und die Bewohner Walgetts, vertreten durch die Figur Betty Wilson, waren ein Synonym für einfältige Landeier.